# Méridienne de l'église Saint-Sulpice

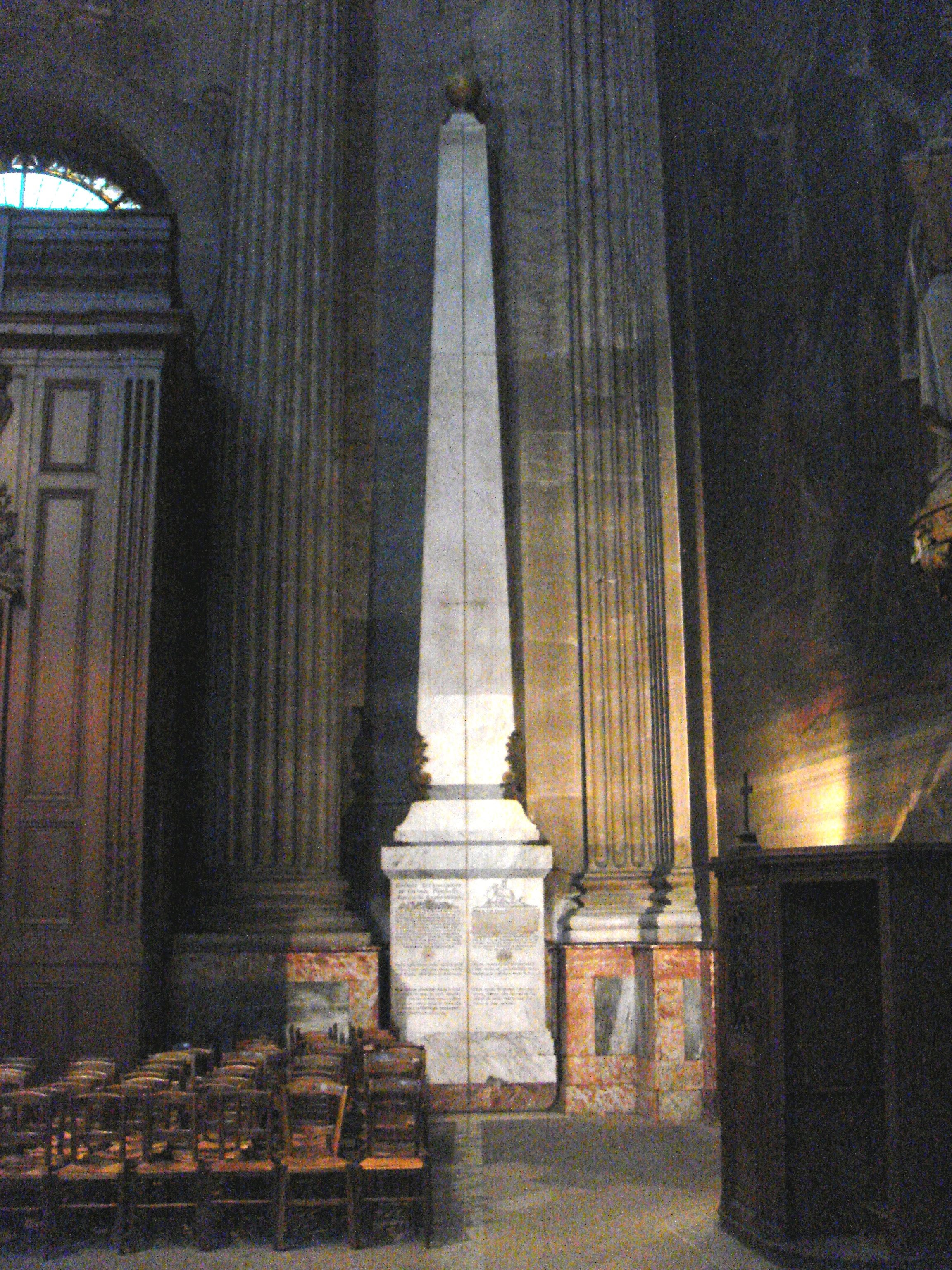
L'obélisque, monument recevant la partie terminale nord de la ligne méridienne dans l'église Saint-Sulpice de Paris.

La méridienne de l'église Saint-Sulpice est un appareil de mesure astronomique situé dans l'église Saint-Sulpice de Paris, France. Cette méridienne, appelée traditionnellement « gnomon », est un dispositif conçu ici pour projeter l'image du soleil sur le sol, afin de déterminer des éléments fondamentaux de son mouvement annuel dans le ciel. Au début de l'époque moderne, d'autres méridiennes ont été construites dans des églises italiennes et françaises afin de mieux déterminer certaines variables astronomiques. Parmi ces églises figurent Santa Maria del Fiore à Florence, San Petronio à Bologne, et l'église de la Chartreuse de Rome. Ces méridiennes sont tombées en désuétude avec l'avènement des quarts de cercle astronomiques et autres puissants télescopes.

## Description

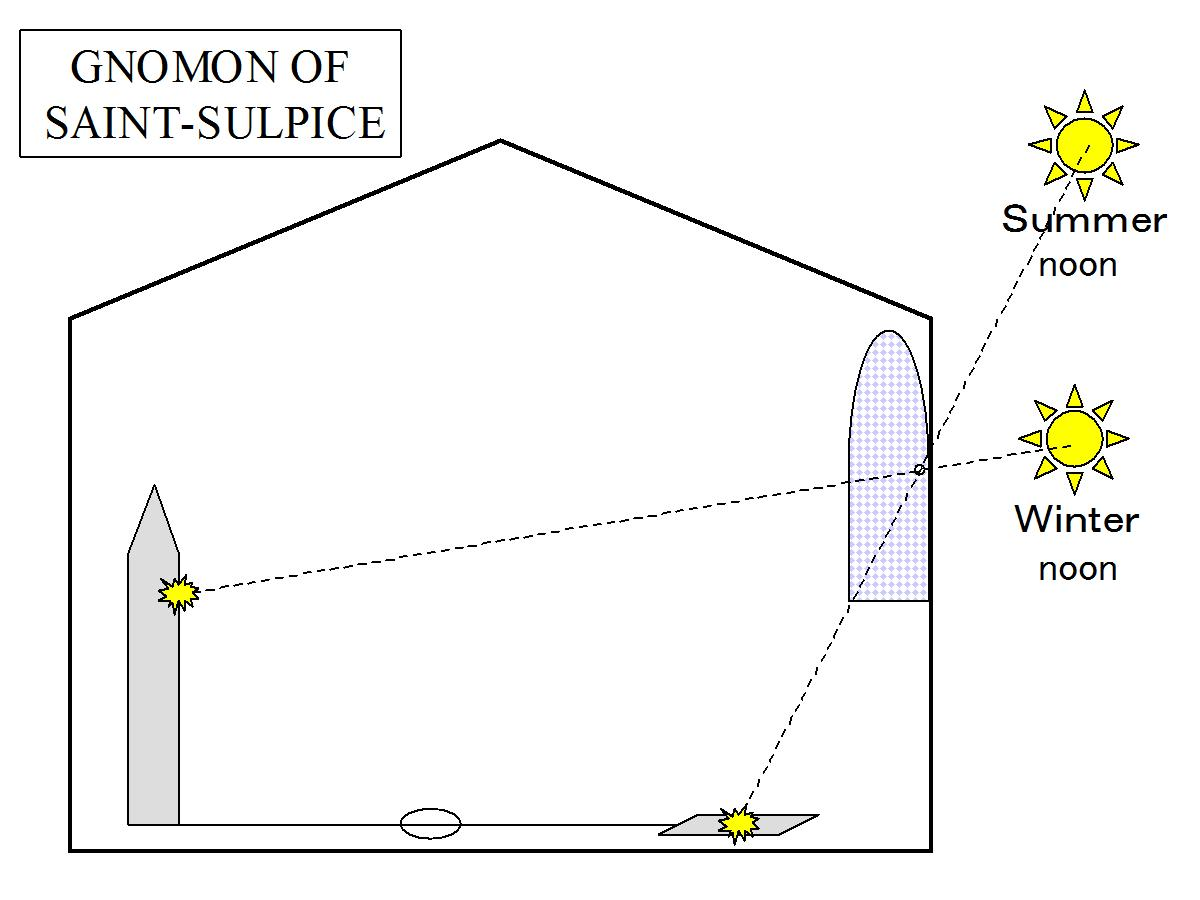
Schéma simplifié de la méridienne de Saint-Sulpice.

La méridienne de Saint-Sulpice est composée de différentes parties qui s'étendent sur la largeur du grand transept de l'église. L'église elle-même est un immense bâtiment, la deuxième plus grande église de Paris après la cathédrale Notre-Dame.
La méridienne est construite autour d'une ligne strictement orientée le long de l'axe nord-sud, représentée par une règle de laiton insérée dans une bande de marbre blanc enchâssée dans le sol de l'église. Il ne s'agit pas du méridien de Paris créé sous Louis XIV, situé quelques centaines de mètres plus à l'est et passant par l'Observatoire de Paris.

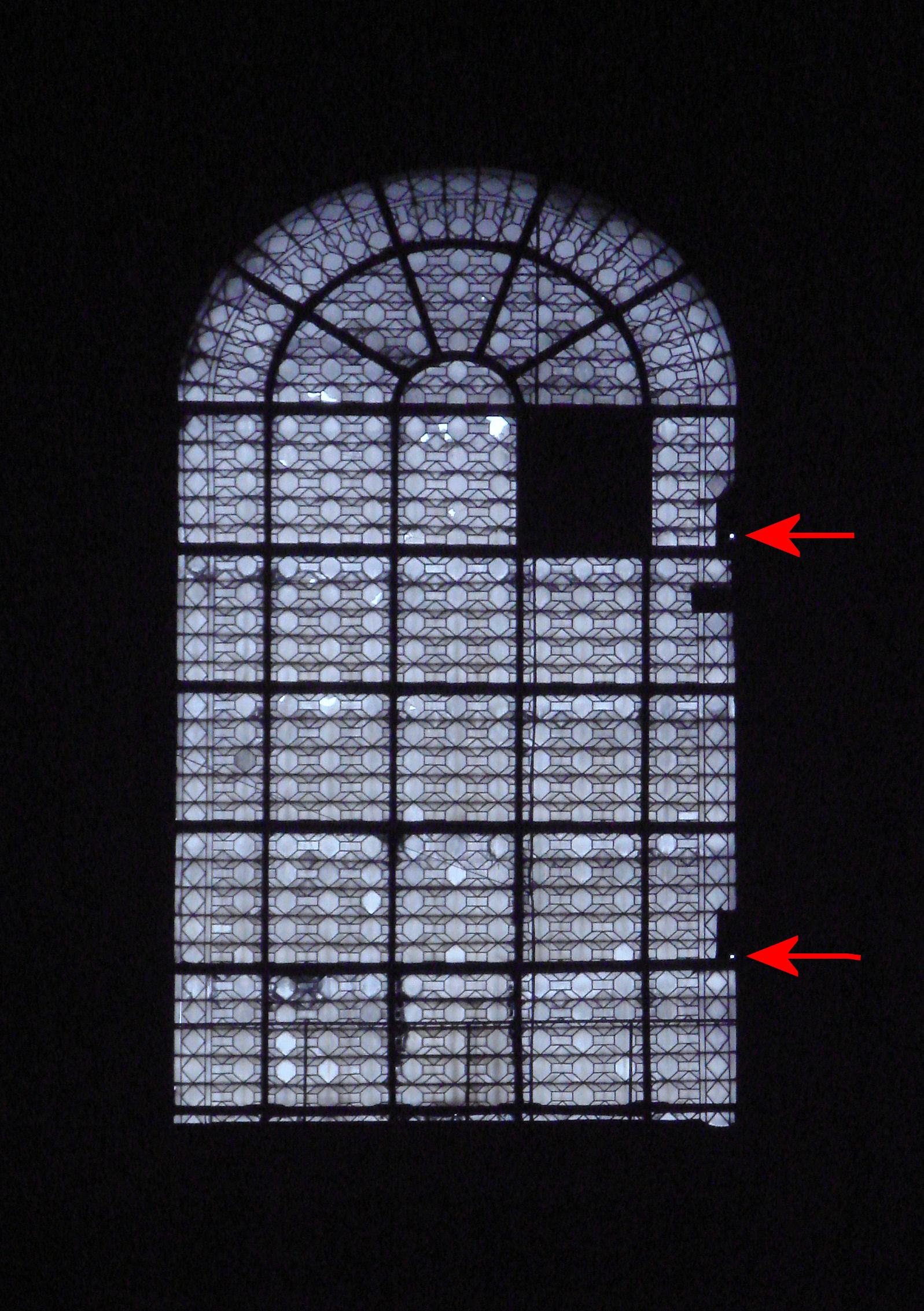
Les deux œilletons du gnomon, localisés dans le vitrail sud du transept.

La lumière du Soleil passe à travers une petite ouverture de section circulaire disposée dans le vitrail sud du transept, à une hauteur de 25 mètres, formant sur le sol une petite tache de lumière elliptique qui croise la ligne méridienne chaque fois que le Soleil culmine à midi vrai. Le soleil croise différentes parties du méridien selon l'époque de l'année, en fonction de sa hauteur dans le ciel à midi. Sur la ligne méridienne figure un disque « d'or » qui localise la position du soleil aux équinoxes. Il est situé juste en face de l'autel. 
À l'extrémité sud de la ligne méridienne se trouve une plaque carrée en marbre, qui correspond à la position du Soleil au plus haut à midi (64° 35′ à l'emplacement de Saint-Sulpice), le jour du solstice d'été, vers le 21 juin.
À l'autre extrémité de la ligne méridienne se trouve un obélisque, qui est éclairé près de son sommet lorsque le soleil est au plus bas à midi (17° 42′ à l'emplacement de Saint-Sulpice), le jour du solstice d'hiver. Si l'obélisque n'existait pas, l'image solaire frapperait le sol horizontal dans une zone située à 20 mètres environ au-delà du mur de l'église.

## Utilisation de la méridienne

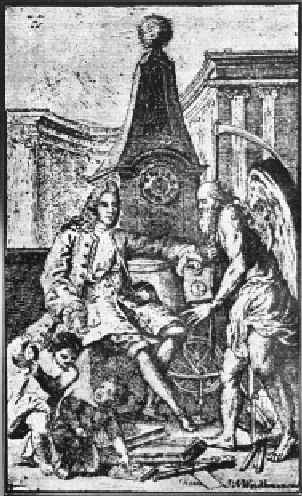
Henry Sully (1680-1729), qui commença la construction du « gnomon ».

La méridienne a été construite à l'initiative de Jean-Baptiste Languet de Gergy, curé de la paroisse de Saint-Sulpice de 1714 à 1748,. Languet de Gergy voulut d'abord établir avec précision le temps astronomique afin de faire sonner les cloches au moment le plus opportun dans la journée. Pour cela, il chargea l'horloger anglais Henry Sully de construire le gnomon.

L'équation du temps : au-dessus de l'axe horizontal du graphique, le cadran solaire est en avance sur l'horloge, et en retard au-dessous.

Le « gnomon » a pu également être utilisé pour mettre à l'heure les horloges par définition adéquate du temps moyen local. Le temps moyen utilisé dans les horloges est seulement une moyenne du temps vrai (le temps déduit à partir des mouvements apparents du Soleil dans le ciel, tel que montré approximativement par un cadran solaire). L'heure réelle s'écarte de la mécanique moyenne d'une horloge de plus ou moins 16 minutes tout au long de l'année. Ces variations sont codifiées dans l'équation du temps. Henry Sully, toutefois, mourut en 1728, sans avoir pu terminer son œuvre. Il fut seulement en mesure de définir la ligne du méridien sur le sol de l'église. Le projet a été mené à bien un an plus tard par l'Observatoire de Paris .

### Calcul de l'heure officielle
Le temps donné par le disque solaire qui traverse le méridien de Saint-Sulpice donne le temps « vrai » local de midi à cet endroit. Pour en déduire le calcul officiel du temps français, il est nécessaire :
- d'ajouter ou de soustraire l'écart donné par l'équation du temps ;
- d'ajouter une demi-seconde pour avoir le temps moyen de Paris ;
- d'ajouter 50 minutes et 39 secondes pour obtenir l'heure normale d'Europe centrale ;
- d'ajouter une heure en été pour prendre en compte l'heure d'été.

Sinon, une solution plus simple serait de consulter un almanach donnant l'heure de lever et de coucher du soleil et de calculer le point médian de cette période de temps, correspondant à la hauteur maximale du soleil. Cela donne l'heure à laquelle le soleil atteint sa hauteur maximale, et donc le moment où le disque solaire traverse le méridien de Saint-Sulpice.

### Le calcul de l'équinoxe de Pâques

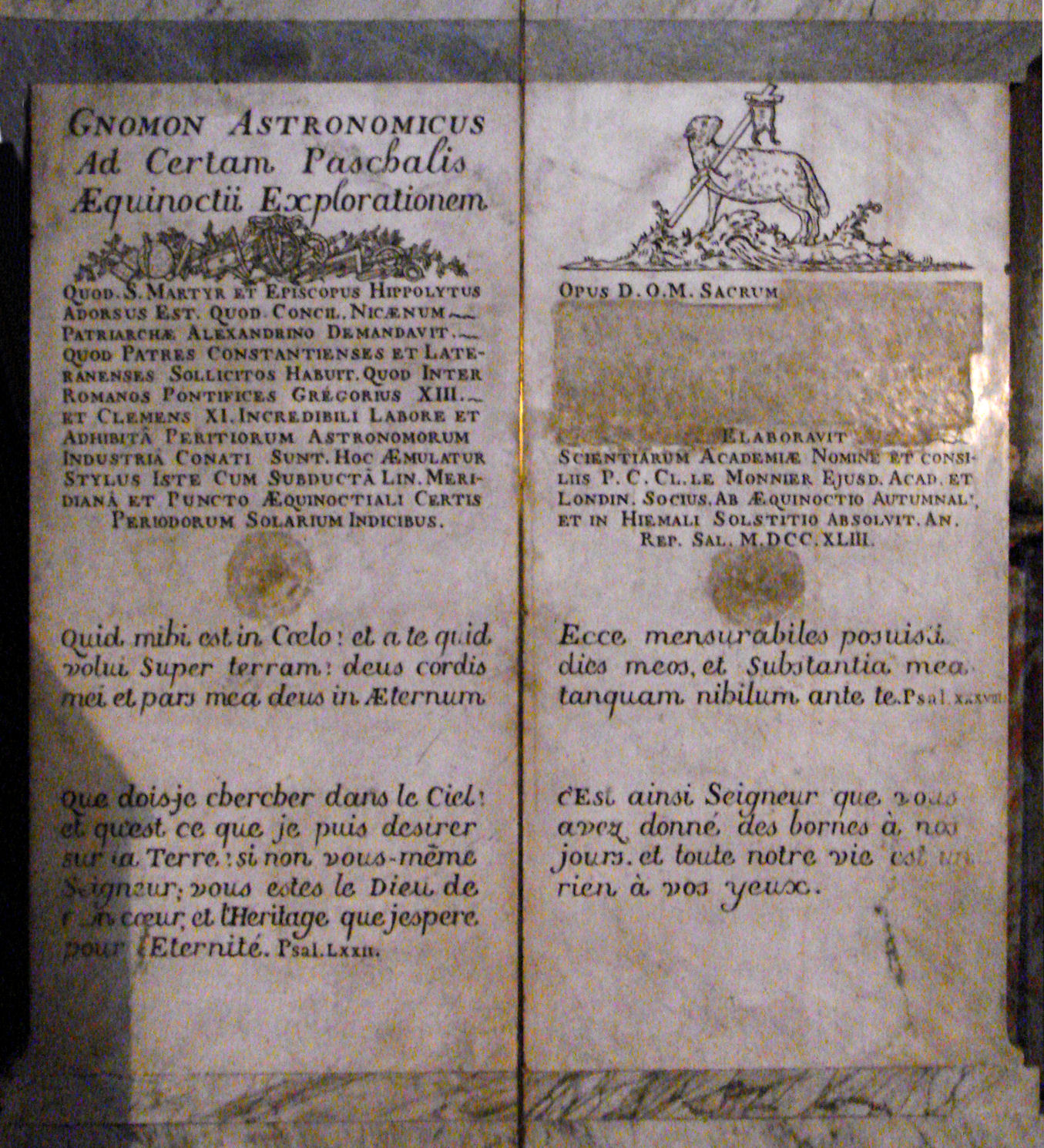
Inscriptions en français et en latin, à la base de l'obélisque : les mentions du roi et de ses ministres ont été martelées lors de la Révolution française.

Après cette première étape, Languet de Gergy reprit le projet en 1742, cette fois avec l'objectif de définir avec exactitude l'équinoxe de Pâques. La tâche a été confiée à Pierre Charles Le Monnier, membre de l'Académie des sciences,,.

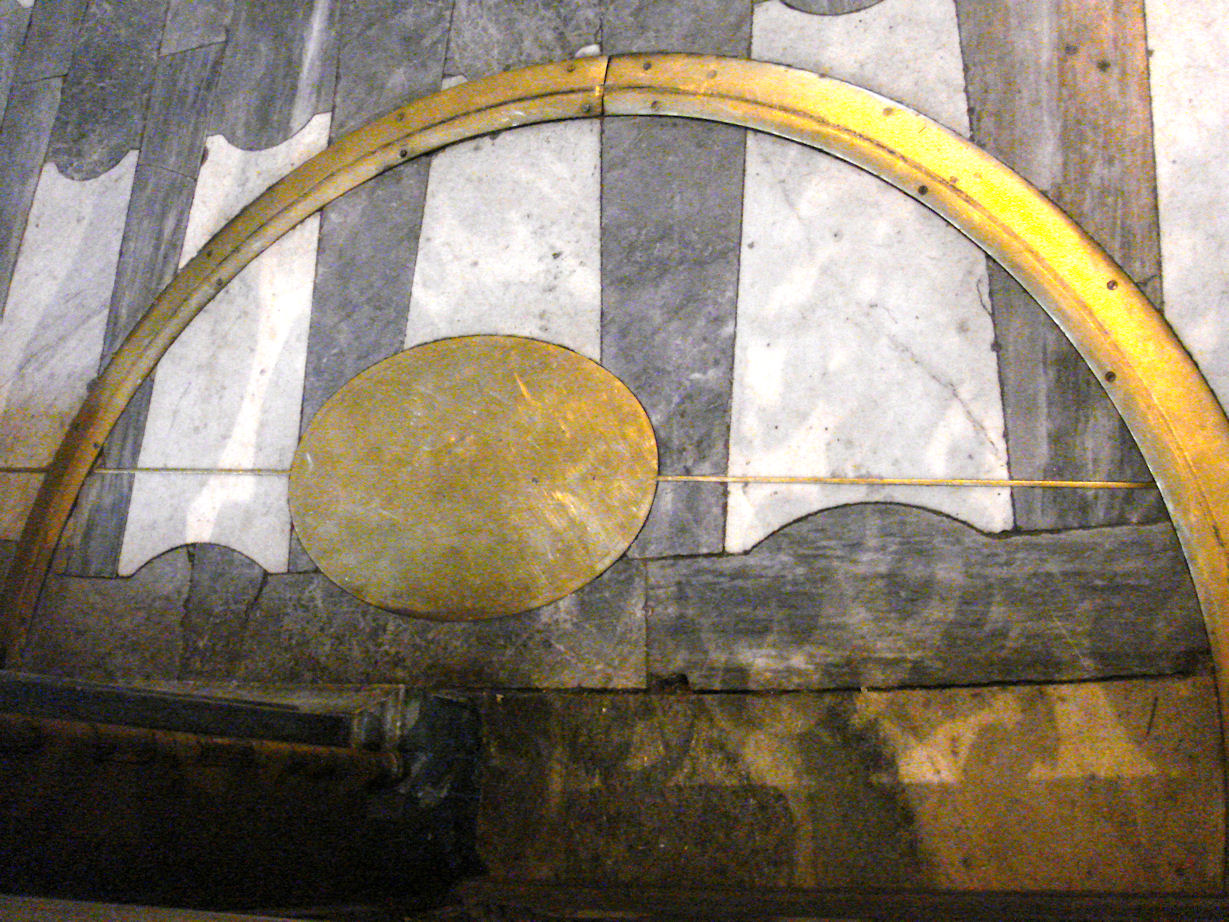
Une des marques équinoxiales de la méridienne

L'inscription à la base de l'obélisque mentionne Charles-Claude Le Monnier, ainsi que la mission du gnomon en latin: Ad Certam Paschalis Æquinoctii Explorationem (« pour déterminer avec précision l'équinoxe de Pâques »).
Le calcul de la date de Pâques est calqué sur celui de la Pâque juive, qui marque la libération des Juifs de l’Égypte et qui, traditionnellement, tombe, dans le calendrier lunaire juif, le 14 du mois de Nisan, le jour de la première pleine lune après l'équinoxe de printemps. Cependant, les chrétiens de Rome avaient un calendrier de douze mois : d'abord le calendrier julien jusqu'en 1582, puis le calendrier grégorien. Depuis le premier concile de Nicée, en 325, l'Église d'Occident avait exigé que Pâques soit célébré le dimanche après la pleine lune qui suit le 21 mars qui, à l'époque, correspondait en effet à l'équinoxe de printemps. Le calendrier julien étant imprécis, le 21 mars tombait dix jours environ après l'équinoxe de printemps, problème qui fut résolu par l'introduction du calendrier grégorien. L'Église chrétienne d'Orient continue cependant à placer le jour de Pâques selon le calendrier julien. Ce que Languet de Gergy voulait vérifier de manière indépendante, c'était la date exacte de l'équinoxe de printemps par le gnomon, afin de déterminer la date de Pâques de manière certaine.

### Obliquité de l'écliptique

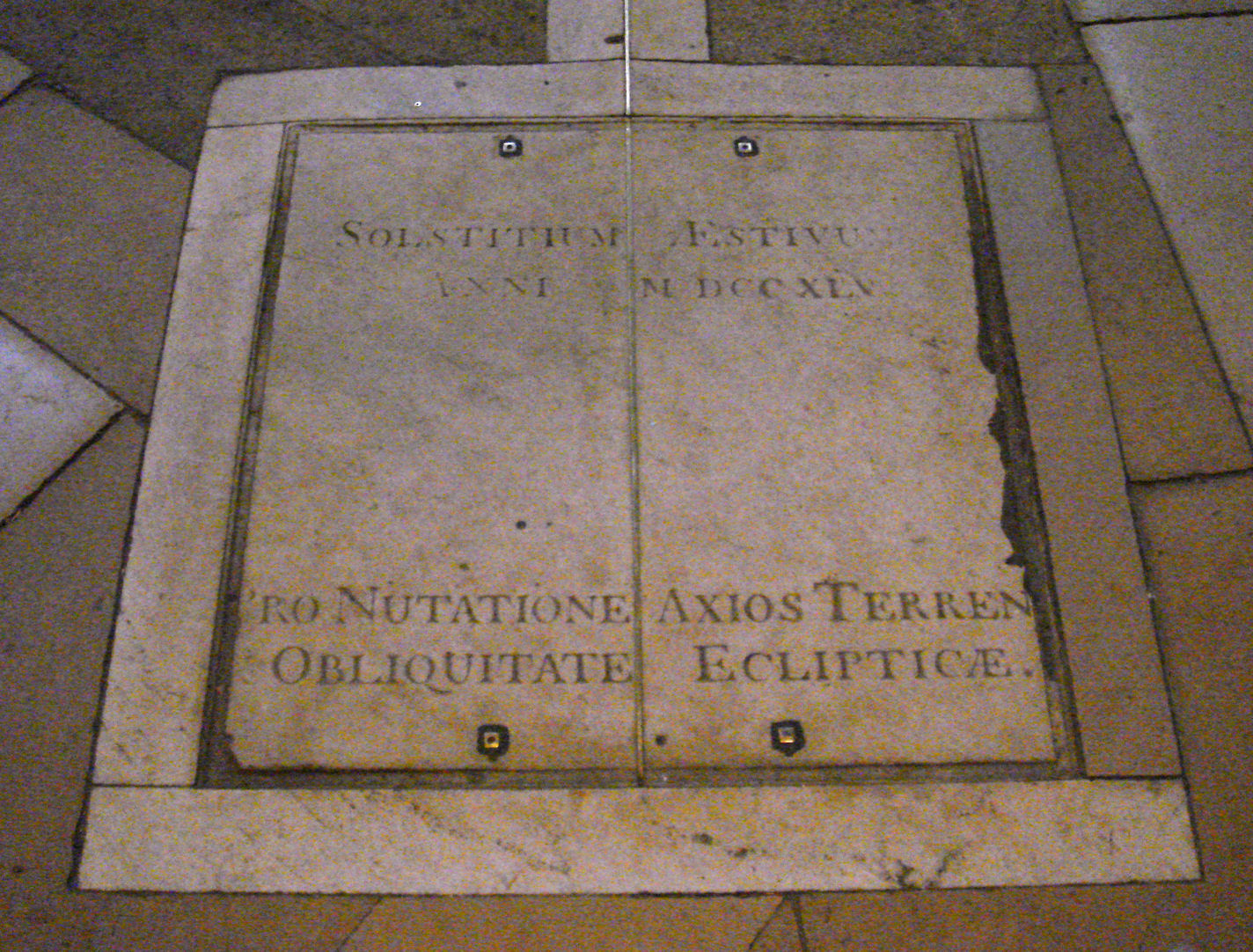
Plaque de l'extrémité sud de la méridienne, mentionnant les travaux sur l'obliquité de l'écliptique.

Le Monnier a en outre utilisé le gnomon à partir de 1744 pour établir les variations de l'écliptique ou les variations de l'obliquité de l'axe de la Terre. Le projet est inscrit sur la plaque de l'extrémité sud du méridien, dans le transept sud : « Pro nutatione axios terren. Obliquitate eclipticae » (« pour la nutation de l'axe de la terre et l'obliquité de l'écliptique »).
Comme mentionné sur une plaque de cuivre qui recouvrait la plaque de pierre, l'obliquité de l'écliptique était de 23° 28' 40.69" en 1744. De 1745 à 1791, Le Monnier se rendit à l'église de Saint-Sulpice à chaque solstice d'été : il concentrait la lumière grâce à une lentille fixée à l'ouverture du vitrail, de manière à obtenir une image nette du soleil sur le sol, puis notait la position exacte de l'image à midi. À partir de ces observations, il réussit à calculer une variation de l'obliquité de 45 secondes d'arc par siècle (la valeur exacte étant de 46,85 secondes d'arc par siècle).

### Périhélie
Le gnomon a également permis la détermination de la date du périhélie de la Terre (le point de l'orbite d'une planète du système solaire ou d'une comète quand celle-ci se trouve le plus près du soleil), par la mesure de la taille de l'image du soleil projetée sur l'obélisque et de trouver le moment où il était plus grand. Le périhélie se produit à proximité du solstice d'hiver, au cours de la période de l'année où l'image du soleil, à midi, est sur l'obélisque, plutôt que sur le sol de l'église.

## Interprétations

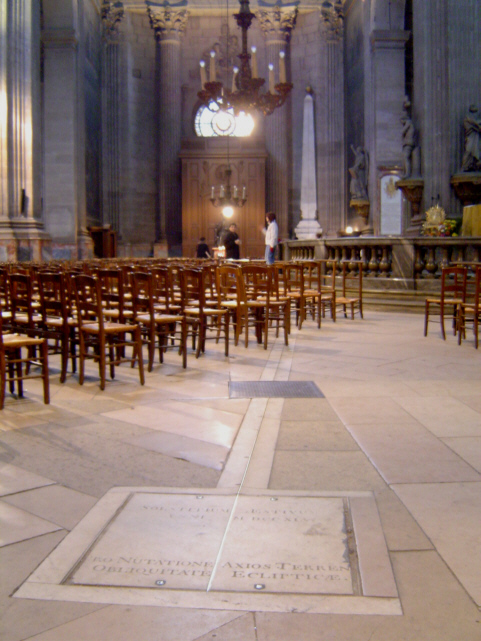
La plaque sud et la méridienne en laiton, au sol, et l'obélisque, au fond.

Certaines interprétations du « gnomon » de Saint-Sulpice lui donnent une signification occulte. Dan Brown, auteur du Da Vinci Code, le décrit comme « un instrument astronomique païen (...) un ancien cadran solaire, vestige du temple païen qui se dressait autrefois à cet endroit », malgré sa construction moderne datant de 1714, et le fait que c'est un dispositif astronomique qui n'a rien de païen,. Brown le qualifie aussi d'obélisque égyptien en dépit de sa récente date de fabrication, en 1743 : « un des plus inattendues de la structure, un immense obélisque égyptien ». Il confond aussi le méridien de Saint-Sulpice avec le méridien de Paris, alors qu'ils sont distants de plusieurs centaines de mètres : « Longtemps avant la mise en place de Greenwich comme méridien de référence, le zéro de longitude passait par Paris, à travers l'Église Saint-Sulpice[Information douteuse], »,.
Le « gnomon » de Saint-Sulpice a été construit à un moment où Rome avait assoupli sa position contre les théories de Galilée : ses œuvres furent imprimées à Rome, avec l'accord du Saint-siège et, en 1757, le pape raya enfin les œuvres de Galilée de la liste des livres interdits (en latin Index Librorum Prohibitorum).

## Sainte-Marie-des-Anges-et-des-Martyrs
Parmi toutes les méridiennes astronomiques, un « gnomon » semblable à celui de Saint-Sulpice, également construit pour calculer la date exacte de Pâques, est visible dans la basilique Sainte-Marie-des-Anges-et-des-Martyrs, à Rome. Commandé par le pape Clément IX, il a été conçu par Francesco Bianchini et achevé en 1702 (voir la Méridienne de Bianchini).